# ليلى والذيب (مسرحية)
ليلى والذيب، مسرحية كويتية. أُنتجت عام 1988. كتبها عبد اللطيف البناي وأخرجها كاظم القلاف ونجاة حسين.

## الفنانون المشاركون
- هدى حسين.
- سحر حسين.
- زهرة الخرجي.
- محمد العجيمي.
- ثائر شامل.
- مقداد المتروك.